# Типупа
Типупа е индийски будистки учител от 11 – 12 век. Смята се, че той е прероденият в Индия Дарма Доде – син на Марпа преводача. Дарма Доде загива при злополука и неговият баща с йогийските си сили на реализиран лама успява за кратко да го задържи жив, но младият мъж така или иначе скоро умира. Марпа обаче успява да му предаде практиката на пренасяне на съзнанието в друго тяло, което в случая било на умрял гълъб. Следвайки детайлните напътствия на своя баща и учител гълъбът лети до Индия и прехвърля съзнанието си в тялото на починал шестнадесетгодишен младеж. Това, което роднините виждат е падащият и умиращ до момчето гълъб и оттам идва името му Типупа (Ти Пху – гълъб). Така съживеният младеж се оказва очевидно необикновен и различен от човека когото родителите познават, но разбира се той се грижи за тях като роден син, а те се отнасят към него като към гуру. Типупа започва интензивно да практикува получените още от Марпа практики, както и други получени в Индия и постига реализацията, считана за Махасидха. Той става държател на линията на Наропа и предава на ученика на Миларепа Речунгпа различни учения, най-важни от които цикъла от „Девет приемствености на Безформените Дакини“. С това той е особено важен за бъдещето на линията Кагю.